# Chata Magurka

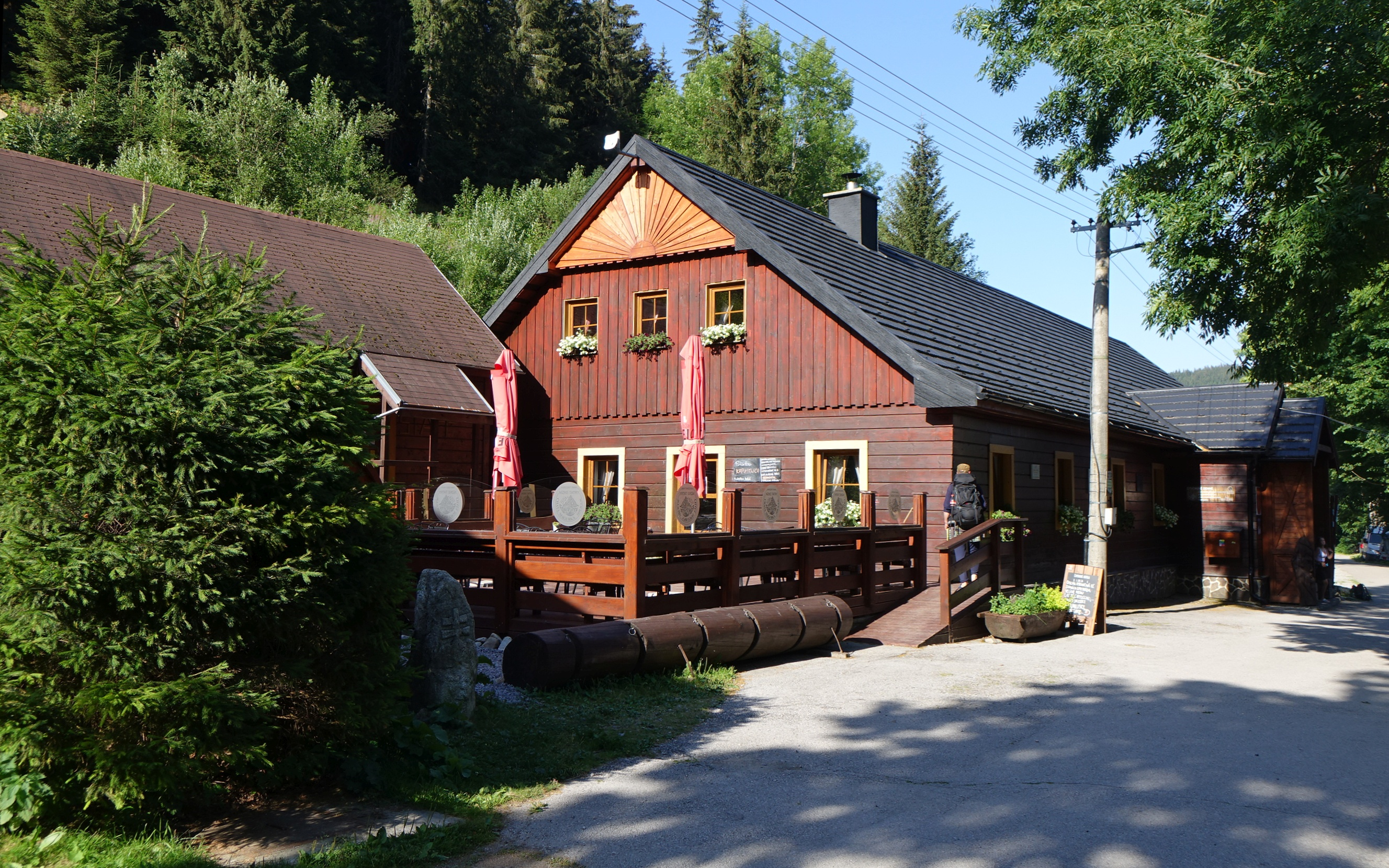
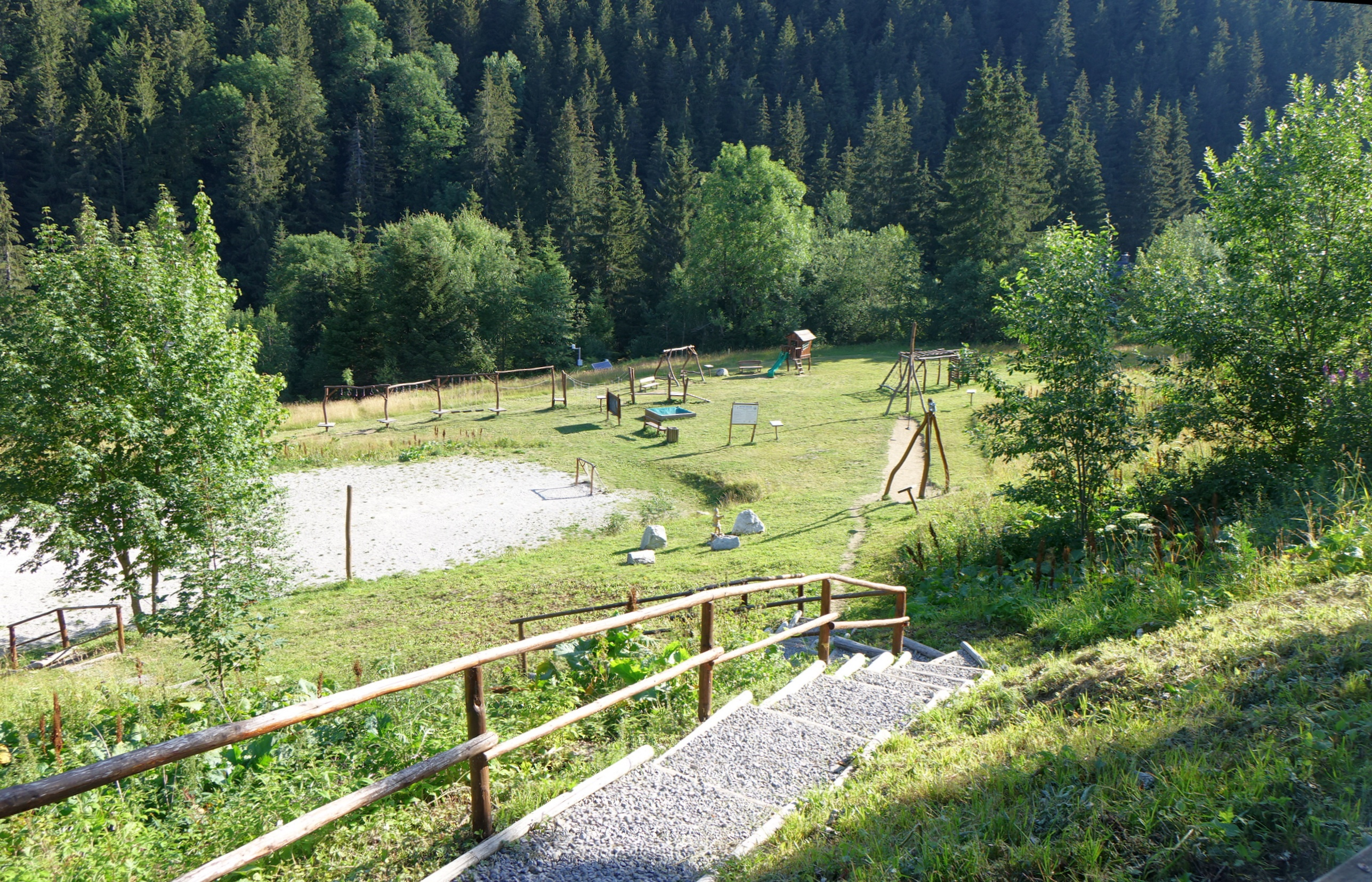
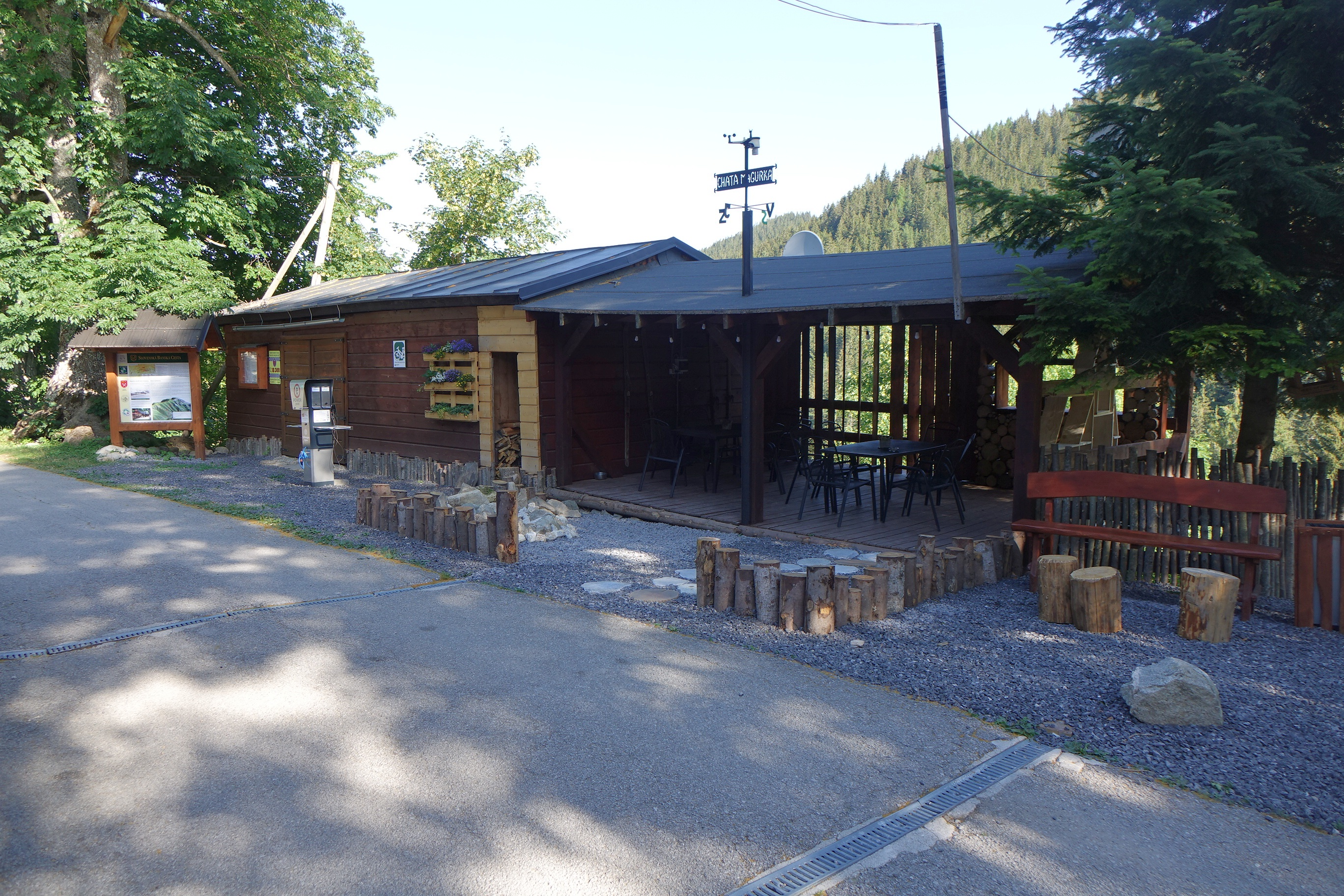
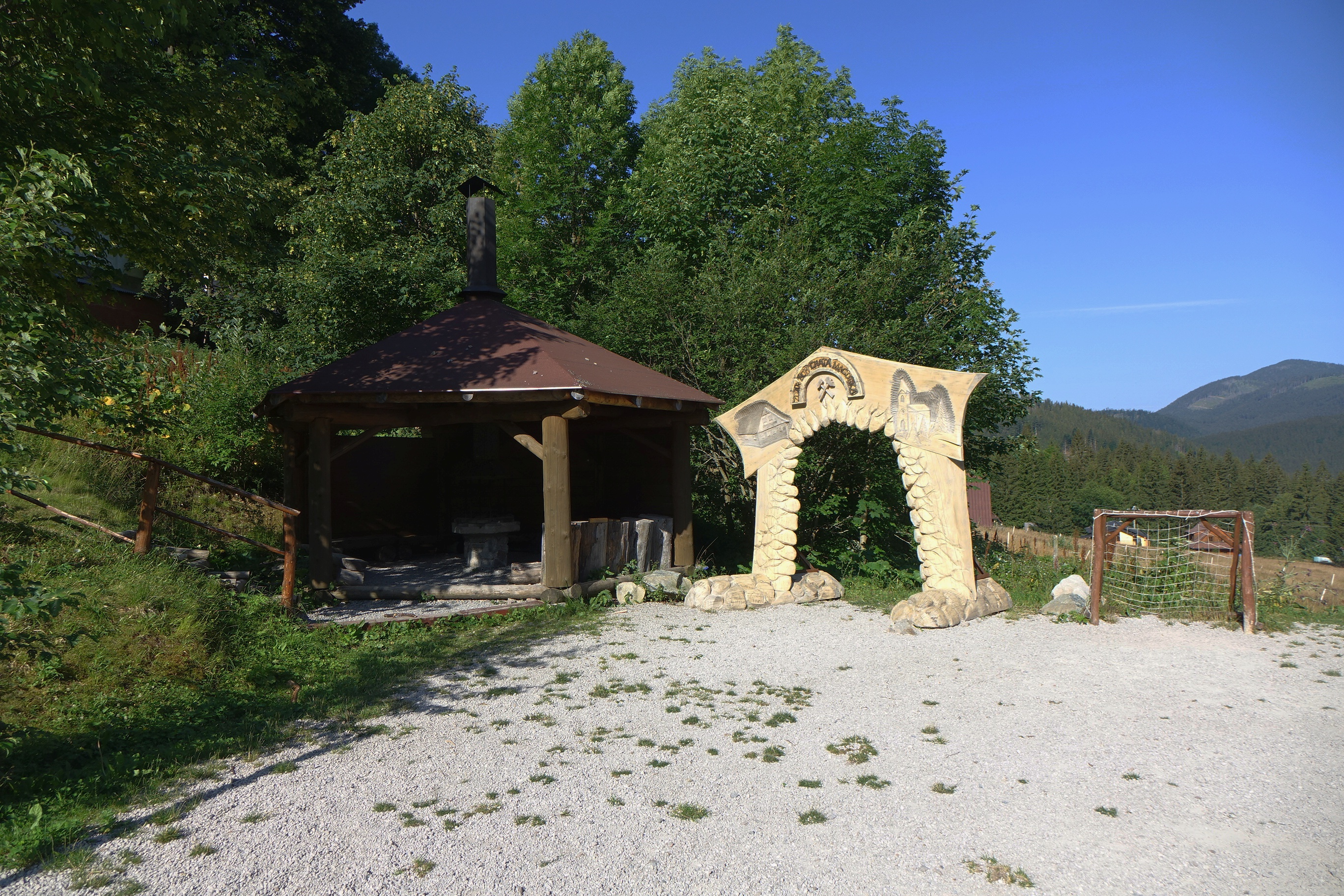

Chata Magurka – schronisko turystyczne w Niżnych Tatrach na Słowacji. Znajduje się w położonej wysoko w górach osadzie Magurka należącej do wsi Partizánska Ľupča. Schronisko położone jest na wysokości 1080 m w dolinie Ľupčianki, na północnych stokach szczytu Zámostská hoľa w głównej grani Niżnych Tatr. Z racji na swoje wysokie położenie jest dobrym punktem wypadowym do wędrówki głównym grzbietem Niżnych Tatr, a także w pobliskich Salatynach.
Do schroniska można dojechać samochodem z miejscowości Partizánska Ľupča. Asfaltowa droga o długości 15 km wiedzie przez las dnem Doliny Lupczańskiej (Ľupčianska dolina). Schronisko czynne jest cały rok (w zimie na stokach i grani Niżnych Tatr uprawiany jest skialpinizm, są także narciarskie stoki zjazdowe).
W schronisku są pokoje z łazienkami: jeden 2-osobowy (z dostawką – rozkładana sofa), cztery 3-osobowe (z dostawką), jeden 4-osobowy (2 połączone 2-osobowe pokoje, z dostawką), jeden 5-osobowy oraz pokoje turystyczne: trzy 4-osobowe, jeden 5-osobowy (łóżka piętrowe, wspólna łazienka. WC). W domku znajduje się własna restauracja (strefa WiFi), salonik (30 osób, możliwość wynajęcia). Przed chatą znajduje się duża łąka z placem zabaw dla dzieci i kominkiem pod dachem.

## Szlaki turystyczne
pieszy: Magurka – Mestská hora – sedlo Ďurkovej. Czas przejścia: 2:10 h, ↓ 1:30 h
  pieszy: Magurka – leśniczówka Kapustisko – Železné – Ráztocké sedlo – Salatín. Czas przejścia: 3:40 h, ↓ 3:05 h
  pieszy: Magurka – Bašovňa – Sedlo Latiborskej hole. Czas przejścia: 2:15 h, ↓ 1:35 h
  pieszy: Magurka – Bašovňa – Sedlo Zámostskej hole. Czas przejścia: 1:45 h, ↓ 1:05 h
 rowerowy, tzw. Dolnoliptovská cyklotrasa. Jej odcinek: Partizánska Ľupča – Ľupčianska dolina – Tajch – Magurka – Javorina – Veľká Oružná (dolina) – Tajch – Železné – przełęcz Prievalec – Liptovská Lúžna